# Куваш (приток Пингиши)
Куваш — река в России, протекает в Холмогорском районе Архангельской области. Вытекает из озера Куваш. Впадает в реку Пингиша в 85 км от её устья по правому берегу. Длина реки составляет 10 км. В	3 км от устья по левому берегу впадает ручей Северный Каменный. 

## Данные водного реестра
По данным государственного водного реестра России относится к Двинско-Печорскому бассейновому округу, водохозяйственный участок реки — Северная Двина от впадения реки Вага и до устья, без реки Пинега, речной подбассейн реки — Северная Двина ниже места слияния Вычегды и Малой Северной Двины. Речной бассейн реки — Северная Двина.
Код объекта в государственном водном реестре — 03020300412103000033270.